# Estadio da Cidadela
Estadio da Cidadela este un stadion din Luanda, Angola. Este folosit în majoritate la meciurile de fotbal și este gazda unor cluburi din Angola, inclusiv Petro Atletico, Sport Luanda e Benfica și Clube Desportivo Primeiro de Agosto. Stadionul are o capacitate de 60.000 de locuri.